# Werner Groß (Richter, 1935)
Werner Groß (* 10. Oktober 1935 in Schwalbach (Saar)) war von 1982 bis 2000 Richter am Bundesgerichtshof.
Nach Abschluss seiner juristischen Ausbildung trat Groß im Jahre 1963 in den Justizdienst des Saarlandes ein. 1967 wurde er zum Landgerichtsrat ernannt, ab 1972 war er als Richter am Oberlandesgericht Saarbrücken tätig.
1982 erfolgte die Ernennung von Groß zum Richter am Bundesgerichtshof. Das Präsidium des BGH wies ihn zunächst dem VIII. Zivilsenat zu. Nach seiner Ernennung zum Vorsitzenden Richter am Bundesgerichtshof im Jahre 1995 übernahm Groß den Vorsitz im VI. Zivilsenat, welche Funktion er bis zu seinem Eintritt in den Ruhestand am 31. Oktober 2000 beibehalten sollte. Maßgeblich war sein Einfluss auf die Entwicklung der höchstrichterlichen Rechtsprechung zum Leasing.
Groß ist Mitglied der katholischen Studentenverbindungen KDStV Carolus Magnus Saarbrücken (seit 1956) und KDStV Normannia Karlsruhe, beide im CV.